# 西安公交枢纽
西安公交枢纽分布在城内四条大街及东西及南北道路大动脉上，在西安公交系统及西安交通运输中发挥着重要作用，是公交换乘大站；但由于站点设置不合理、规划不到位等，又产生了许多问题。

## 分布

### 城墙内
- 北门-南门沿线
  - 北大街
  - 西华门
  - 钟楼
- 解放门-和平门沿线
  - 火车站
  - 五路口
  - 民乐园
  - 大差市

### 城门、稍门
- 北门、北稍门
- 南门、南稍门
- 西门、西稍门
- 东门、鸡市拐
- 朝阳门
- 玉祥门
- 和平门
- 朱雀门
- 含光门

### 城角
- 东南城角
- 西南城角、水司
- 西站、丰禾路
- 多彩西部商城

### 城南
- 大雁塔
- 小寨
- 纬二街
- 电视塔、国展中心
- 城南客运站

### 城东
- 兴庆公园
- 西京医院、康复路

### 城北
- 经济技术开发区
- 张家堡

### 城西
- 城西客运站
- 西开公司

## 作用
西安公交枢纽联系着各个公交线路，使市民、游客换乘方便，市区任意两点间通过公交枢纽换乘一次基本上可以到达。

## 问题
- 站牌规划、放置地点不合理：
经过钟楼的线路多达51条，站点分布在东、南、北三条大街上，且很分散，最南端站牌已到粉巷，而最北站牌已离西华门不远。
经过民乐园的线路虽然只有29条，但站点特别分散，最南已至西一路口，离大差市不远，最西到尚德路，最南也没有到民生大楼门前。
- 站点名称没有附加指示性文字：
还是钟楼，没有区分钟楼南、北或东，而且多数公交车只在一个方向停车，使乘客不方便选择合适线路。

## 参阅
- 西安公交